# Wojciech Sadurski
Wojciech Sadurski (ur. 5 czerwca 1950 w Warszawie) – polski prawnik, filozof, politolog, profesor nauk prawnych, profesor Europejskiego Instytutu Uniwersyteckiego we Florencji, profesor Uniwersytetu w Sydney, profesor nadzwyczajny Uniwersytetu Warszawskiego, publicysta, komentator polityczny; syn Franciszka Sadurskiego i Anny Sadurskiej.

## Życiorys

### Wykształcenie
Absolwent II Liceum Ogólnokształcącego im. Stefana Batorego w Warszawie (matura 1968). W 1972 ukończył studia na Wydziale Prawa i Administracji Uniwersytetu Warszawskiego. Tam też uczestniczył w seminarium doktoranckim prowadzonym przez prof. Stanisława Ehrlicha. W 1974 uzyskał dyplom w College Universitaire d'Etudes Federalistes w Aoście. W latach 1975–1976 odbył studia podyplomowe w Institut européen des hautes études internationales w Nicei. W 1977 obronił na Wydziale Prawa i Administracji UW pracę doktorską nt. neoliberalizmu i uzyskał stopień naukowy doktora nauk prawnych (jego praca doktorska została uhonorowana nagrodą czasopisma Państwo i Prawo). W 1992 na Wydziale Dziennikarstwa i Nauk Politycznych UW uzyskał stopień doktora habilitowanego w zakresie nauk o polityce. 30 czerwca 2008 otrzymał tytuł profesora nauk prawnych.

### Praca naukowa i dydaktyczna
W latach 1972–1981 był pracownikiem naukowo-dydaktycznym na Wydziale Prawa i Administracji UW. Od początku lat 80. przebywał za granicą. Od 1983 do 1985 wykładał prawo na University of Melbourne, a w latach 1985–1993 na University of Sydney. Od 1994 jest profesorem filozofii prawa na Wydziale Prawa tej uczelni, a od 1999 profesorem teorii prawa na Wydziale Prawa Europejskiego Instytutu Uniwersyteckiego we Florencji. W latach 2003–2006 był dziekanem Wydziału Prawa Europejskiego Instytutu Uniwersyteckiego. Gościnnie wykładał na University of Sydney (1981–1982), w Yale Law School (1983–1984), Cornell University School of Law w Ithace (1995–1996) i Saint Louis University School of Law (1998). Jest również pracownikiem Sekcji Badań i Szkoleń w Centrum Europejskim Uniwersytetu Warszawskiego.
W pracy naukowej zajmuje się m.in. teorią i filozofią prawa, filozofią polityczną, teoriami sprawiedliwości, liberalizmem i konstytucjonalizmem.

### Członkostwo w organizacjach
Jest członkiem zagranicznych i międzynarodowych organizacji naukowych, m.in. australijskiej Akademii Nauk Społecznych (od 1990); działa w Australijskim Towarzystwie Filozofii Prawa: był sekretarzem generalnym (1985–1992) i prezesem (1992–1994); w latach 1987–1991 pełnił funkcję sekretarza generalnego Międzynarodowego Stowarzyszenia Filozofii Prawa i Filozofii Społecznej, a w latach 1995–1999 członka Komitetu Wykonawczego. Od 2004 jest członkiem Rady Programowej Centrum Stosunków Międzynarodowych w Warszawie, a od 2007 zasiada w Radzie Programowej Centrum Myśli Polityczno-Prawnej im. Alexisa de Tocqueville’a. Zasiada również w kolegiach redakcyjnych czasopism naukowych, m.in. „Sydney Law Review”; „Journal of Political Philosophy”; „Hong Kong Law Journal”; „Politics, Philosophy and Economics”. W 2017 został członkiem rady programowej Archiwum im. Wiktora Osiatyńskiego.

## Publikacje
Jest autorem wielu książek oraz publikacji w czasopismach naukowych i prasie. Opublikował m.in.:
- Neoliberalny system wartości politycznych, Warszawa 1980
- Giving Desert Its Due. Social Justice and Legal Theory, Dordrecht 1985
- Teoria sprawiedliwości. Podstawowe zagadnienia, Warszawa 1988
- Moral Pluralism and Legal Neutrality, Dordrecht 1990
- Racje liberała. Eseje o państwie liberalno-demokratycznym, Warszawa 1992
- Myślenie konstytucyjne, Warszawa 1994
- Freedom of Speech and Its Limits, Dordrecht 1999
- Liberałów nikt nie kocha. Eseje i publicystyka 1996–2002, Warszawa 2003
- Rights Before Courts. A Study of Constitutional Courts in Postcommunist States of Central and Eastern Europe, Dordrecht 2005
- Poland's Constitutional Breakdown, Oxford University Press, Oxford 2019 ISBN 978-0-19-884050-3
- Demokracja na czarną godzinę. Publicystyka - eseje - mowy obrończe 2009-2022, Kraków-Budapeszt-Syrakuzy 2022

## Odznaczenia
- Odznaka Honorowa za Zasługi dla Wymiaru Sprawiedliwości – 2024[6]